# Ado Ekiti

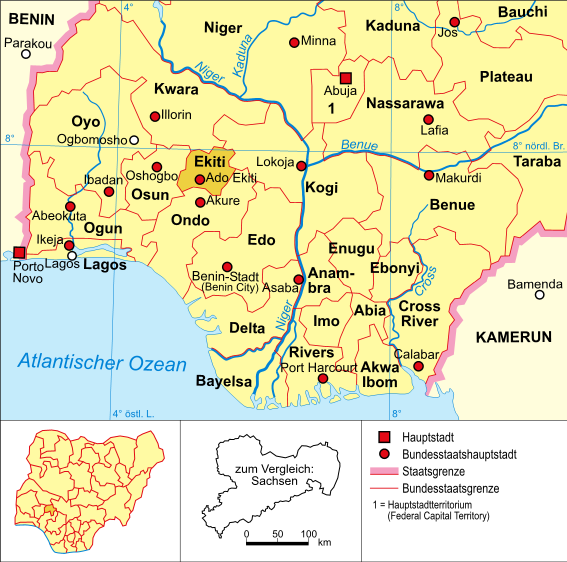
Lage Ado Ekitis in Südwestnigeria

Ado Ekiti ist die Hauptstadt des nigerianischen Bundesstaates Ekiti und liegt im Südwesten von Nigeria. Einer Berechnung von 2012 zufolge hat die Stadt 409.270 Einwohner. In der Agglomeration Ado Ekitis leben ca. 580.000 Einwohner.
Die Stadt ist der Sitz des Bistums Ekiti.

## Geographie
Ado Ekiti liegt 148 km nordöstlich von Ibadan.
Ado Ekiti und seine Umgebung bilden eine der 16 Local Government Areas (LGA) des Bundesstaates Ekiti mit einer Fläche von 293,41 km². Bei der vorletzten Volkszählung 1991 hatte die LGA 156.122 Einwohner und damit eine Bevölkerungsdichte von 532 Einwohnern je km².

## Wirtschaft
Auf dem lokalen Markt werden die landwirtschaftlichen Erzeugnisse der Region wie Yams, Maniok, Getreide und Tabak gehandelt.

## Einrichtungen
In Ado Ekiti befindet sich eine Universität, die University of Ado Ekiti, und eine Radio- und Fernsehstation.
Die Stadt betreibt ein Stadion mit einem Fassungsvermögen von 10.000 Zuschauern, das einen Fußballclub in der dritten Liga beherbergt.

## Söhne und Töchter der Stadt
- Oluyemi Kayode (1968–1994), Sprinter